# Telar de garrote

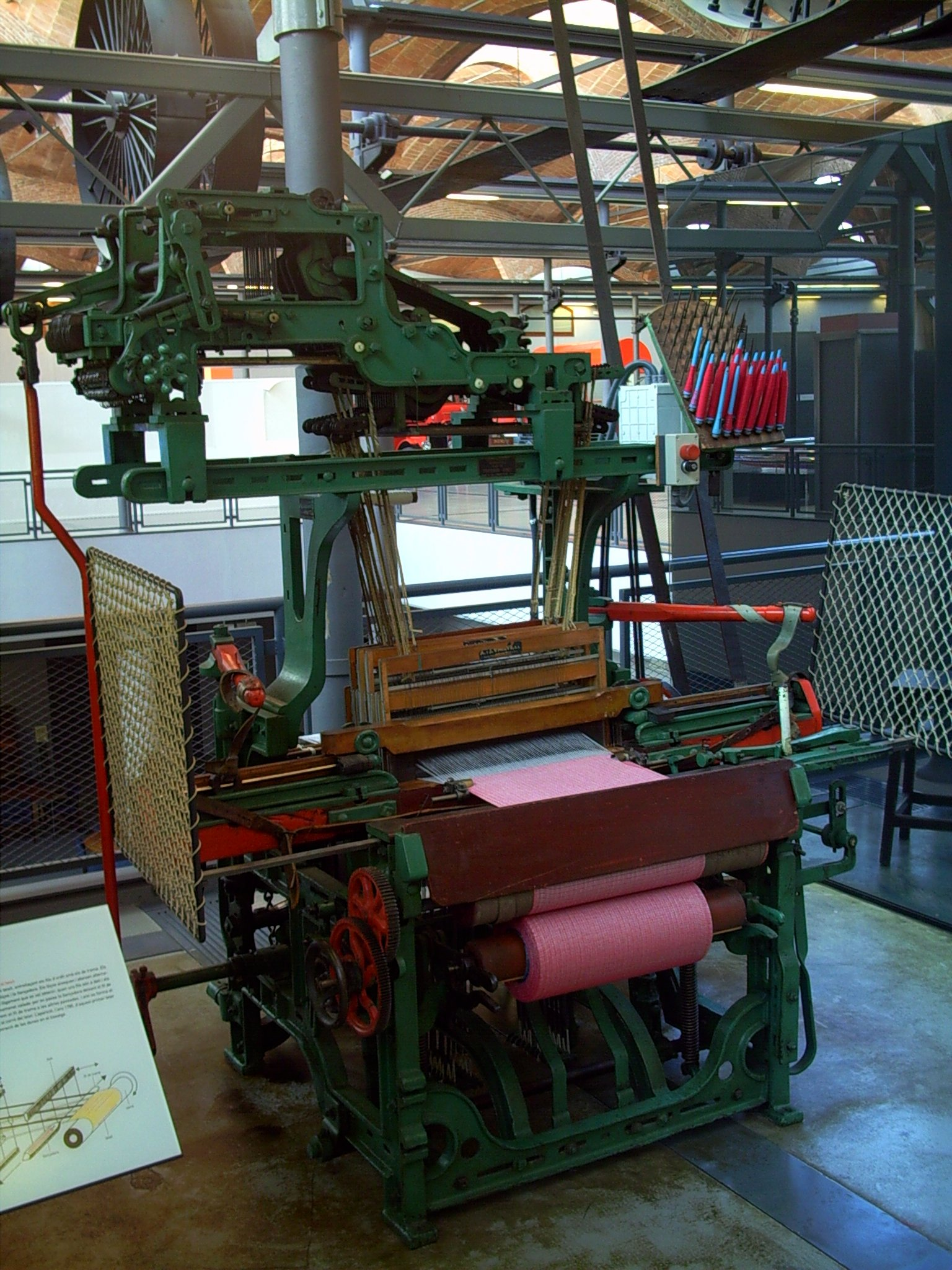
mNATEC.

El telar de garrote es una versión automática del telar artesanal.

## Denominación
Dichas máquinas son apodadas como "de garrote" debido al hecho de que la lanzadera pasa de un lado a otro de la urdimbre por la acción de dos garrotes hechos de madera situados a ambos lados del batán.

## Historia
Hasta finales del siglo XVIII todos los telares eran manuales. Gracias al británico Edmund Cartwright fue mecanizado en el año 1785 en su taller de Gran Bretaña. Poco a poco fue mejorándose, hasta convertirse en el más representativo el tipo que era accionado por una máquina de motor. Su invención transformó la industria textil, ya que sincroniza los procesos de fabricación de tejidos a la par que aumenta la productividad.
Esta forma de máquina de tejer fue sustituida posteriormente por la de espada, a principios del siglo XX. En Estados Unidos, el inventor Northtrop diseñó el primer telar automático, un nuevo paso adelante.

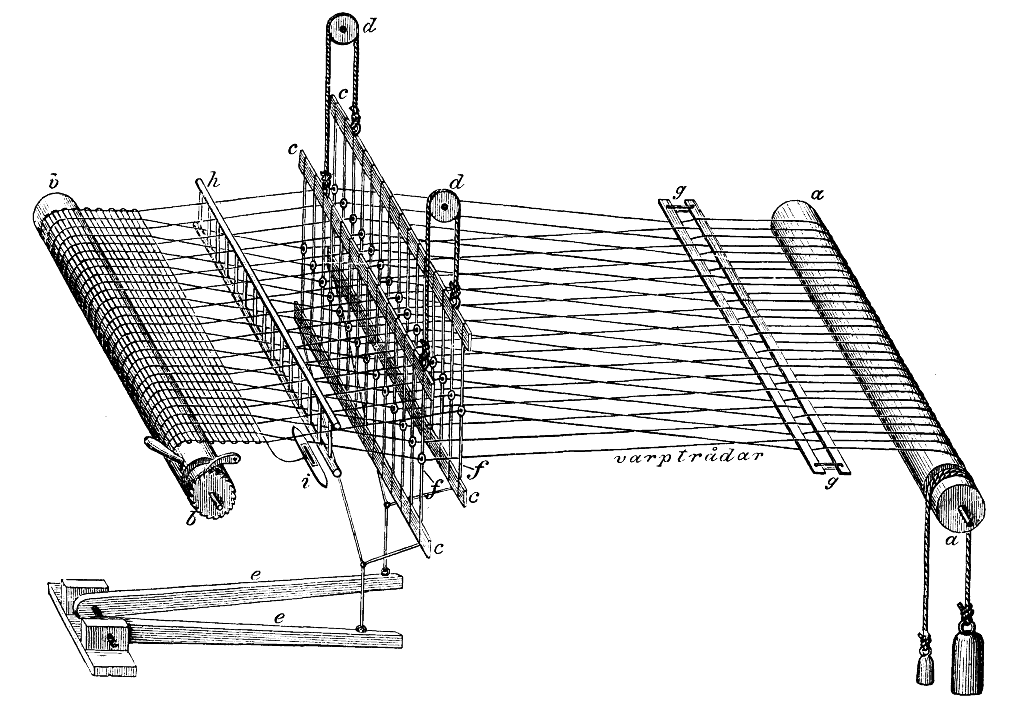
Telar de garrote.

## Funcionamiento
Para realizar la urdimbre del tejido se desenrolla del plegador y se tensa en el cilindro. A continuación el hilo describe una trayectoria horizontal para dividirse en dos franjas por acción de dos barras cruzadas. Los hilos se reparten entre las varillas de lizos y pasan a la lanzadera en donde está el hilo de trama. En la lanzadera se inserta entre los hilos de urdimbre superiores e inferiores las sucesivas pasadas del hilo de la trama. Por último, el peine comprime la pasada de la trama contra el tejido, para que posteriormente se cierre todo en el cilindro de arrastre.

## Composición
La máquina está compuesta por las siguientes partes: lengüeta de freno de la lanzadera, guía de la lanzadera, bancada, barras de cruzamiento de la urdimbre, calada, garrotes, mecanismo de presión del cilindro de almacenaje, soporte del batán, agujas de taco y picada.